# Gardan GY-201
Le Gardan GY-201 est un avion, construit en 1950. Son nom  Gardan fait référence à Yves Gardan.

## Caractéristiques de l'avion
- Fuselage 2 flancs de treillis bois assemblés par des cadres
- Dessus en baguettage
- Entoilé
- Ailes Type cantilever
- Voilure monolongeron
- Nervures en treillis enfilées sur le longeron
- 4 points d'attache au fuselage
- Aile entoilées excepté bord d'attaque contreplaqué
- Volets d'intrados entre ailerons et emplanture
- Profil NACA 23015
- Empennage
  - Type cantilever
  - Empennage horizontal d'une pièce attaché par 4 points au fuselage - partie fixe à profil en contreplaqué
- Gouvernes mobiles en treillis entoilé
- Compensateur de profondeur sur partie mobile
- Train Type train classique
- Jambes de train principal type cantilever, amorti - Frein à tambour - jante type Bücker
- Roulette de queue conjuguée
- G.M.P. Continental A65 65 ch - 4 cylindres à plat refroidi par air
- Hélice EVRA D112 9B  (Hélice Merville 1,64 m origine)
- Réservoir d'essence dans la cabine derrière la cloison pare-feu (50 litres)
- Cabine 2 places côte à côte - double commande
- Verrière à bascule avant éjectable en vol
- Compartiment bagage derrière passagers, accessible en vol